# 62-я пехотная дивизия (вермахт)
62-я пехотная дивизия (нем. 62. Infanterie-Division) — военное подразделение вермахта, воевавшее во Второй мировой войне. С 22 сентября 1944 — 62-я народная пехотная дивизия (нем. 62. Volks-Grenadier-Division).

## История дивизии
Образована 26 августа 1939 как дивизия второй волны призыва в Конты-Вроцлавске, затем была перебазирована в Бреслау. Участвовала во вторжении в Польшу, затем была перебазирована на запад в Айфель, откуда наступала на Францию. По плану «Гельб» дивизия наступала на Бельгию, дошла до Орлеана. В ходе операции «Барбаросса» была включена в группу армий «Юг». В битве за Сталинград действовала совместно с 8-й итальянской армией, где понесла тяжёлые потери: почти все подразделения дивизии были уничтожены, а оставшиеся в целостности 183-й и 190-й пехотные полки были распущены 4 мая 1943.
2 ноября 1943 дивизия была восстановлена и получила новое артиллерийское вооружение, но 13 марта 1944 её снова распустили и перевели в резервный корпус F совместно с 123-й пехотной дивизией. 20 июля 1944 дивизия была восстановлена на базе корпуса, но большинство её солдат были новобранцами и не служили ранее в этой дивизии. 62-я дивизия была брошена в Бессарабию, где 9 октября 1944 была разбита во время Ясско-Кишинёвской операции. Невезучую дивизию распустили, а её бывших солдат собрали в 62-ю народную пехотную дивизию. В апреле 1945 года дивизия, находившаяся в Рурском котле (Германия), сдалась американцам в плен.

## Структура
| 26 августа 1939           | 2 ноября 1943               | 22 сентября 1944 (народная)         |
| 164-й пехотный полк       | 179-й пехотный полк         | 164-й пехотный полк (два батальона) |
| 183-й пехотный полк       | 354-й пехотный полк         | 183-й пехотный полк                 |
| 190-й пехотный полк       | 38-я дивизионная группа     | 190-й пехотный полк                 |
| –                         | 162-й батальон автоматчиков | –                                   |
| 162-й артиллерийский полк |                             |                                     |
| 162-й резервный отряд     |                             |                                     |